# Калейдоскоп-68. Бегемот
«Бегемот» — советский короткометражный рисованный мультипликационный фильм для взрослых 1968 года. Режиссёрский дебют Анатолия Петрова. Вместе с короткометражками «Забор» и «Велосипедист», входит в альманах «Калейдоскоп-68».

## Сюжет
Бегемот приходит к учителю пения. Тот долго и терпеливо пытается научить его петь, но всё тщетно. Приходится бегемоту проглотить своего учителя, чтобы запеть самому — красивым, но чужим голосом.

## О мультфильме
Начиная режиссёрскую работу, Анатолий Алексеевич в полной мере использовал своё мастерство мультипликатора. Это отчетливо проявилось уже в первой работе — сюжете «Урок пения» в альманахе для взрослых «Калейдоскоп». Персонажи — человек и бегемот — с мягкой штриховкой, создающей впечатление объемной фигуры, двигались на экране плавно, проявляя характерную для каждого пластику.— Анатолий Волков «Наши мультфильмы»

## Издания на видео
- В 2002 году выпущен на VHS и компакт-дисках Video CD в 1 выпуске коллекции «Мастера Русской анимации — 1» с английскими субтитрами, а далее — на DVD: Masters of Russian Animation Volume 1. В сборник включены мультфильмы: «История одного преступления», «Человек в рамке», «Мой зелёный крокодил», «Жил-был Козявин», «Гора динозавров», «Шпионские страсти», «Стеклянная гармоника», «Клубок», «Калейдоскоп-68. Бегемот» и «Фильм, фильм, фильм».[2]